# Ampolla Font Vella
L'Ampolla Font Vella és un disseny d'ampolla fabricada per envasar les aigües envasades comercialitzades per a l'empresa Font Vella des del 1998.

## Història
El motiu d'interès principal d'aquest envàs prové de la seva adscripció a l'anomenat disseny ecològic o ecodesign. Les idees del disseny ecològic van començar a penetrar amb força a finals de la dècada dels vuitanta i durant la dècada dels noranta del segle XX i formen part de la preocupació i la consciència ambiental que han dominat el tombant de segle. Dins de la cultura del projecte, l'ecodesign representa la tendència a cercar noves solucions o millores en el disseny de productes a fi d'augmentar-ne l'eficiència des del punt de vista mediambiental. Sintèticament, es tracta d'introduir innovacions (sovint petites millores incrementals) coherents amb les estratègies de reciclatge, reutilització i/o reducció. Aquest envàs no apunta a objectius de reciclatge ni de reutilització, però en canvi ho procura aportar alguna solució en el sentit de la reducció. Cal tenir present que els hàbits de consum dels països desenvolupats provoquen un important increment del volum de la deixalla domèstica i que els consums alimentaris i, en aquest cas, els envasos d'aigua i de refrescos representen gran part del problema esmentat. Amb la possibilitat de reduir l'ampolla a una quarta part s'estableix una prestació pràctica en el tractament domèstic de la deixalla i s'aconsegueix un volum més compacte, de manera que minimitza l'impacte de l'envàs en el conjunt general de la brossa. Cal dir que el sistema emprat per les ampolles de Font Vella no és nou. A mitjan dècada dels noranta ja es va donar a conèixer aquesta solució en l'envàs de la marca francesa Evian. Això no obstant, a més del mèrit d'introduir el sistema a Espanya, el disseny de Font Vella és estèticament molt més acurat que el de l'envàs francès, i conserva el mateix resultat pràctic. La forma arrodonida del cilindre a la part superior, la gràfica i disposició de l'etiqueta, i la disposició i evolució de les estries helicoides, que recorden vagament la columna salomònica, donen esveltesa, elegància i qualitat particular a aquest disseny d'envàs per al consum massiu.

## Característiques
Aquesta sèrie d'ampolles d'aigua mineral fabricada amb plàstic PET, que produeix des de 1998, introdueix al seu disseny un sistema de reducció que fa que buida ocupi una quarta part del volum.
L'envàs de plàstic té una forma cilíndrica amb estries helicoides que configuren una mena de fus retorçat. Les estries constitueixen aquells punts dèbils que cediran en el moment d'exercir una pressió suficient per la part superior, disseny que permet variar el comportament del material quan l'ampolla és plena i quan és buida, de manera que es facilita el descartament dels envasos per part de l'usuari.

## Presència a Museus
L'ampolla és considerada una peça de disseny i és present a diversos fons, entre els quals destaquen el Museu de les Arts Decoratives, que forma part del Museu del Disseny de Barcelona,